# Fifi (stripfiguur)
Fifi is een personage uit de Vlaamse stripreeks Jommeke. Hij is de hond van gravin Elodie van Stiepelteen en een vriend van Jommeke. 

## Omschrijving
Fifi is een reuzenhond. Hij is groter dan Jommeke zelf en lijkt meer op een ijsbeer dan op een hond, iets waar in sommige albums op gealludeerd wordt. Hij is helemaal wit en zijn ogen zijn verborgen achter zijn haar. Hij is de hond van gravin Elodie van Stiepelteen die ondanks haar grote en zware gestalte perfect kan paardrijden op hem. Hij is speels en zit vaak Filiberkes hond Pekkie achterna waardoor hij heel wat schade aanricht. Als hij als straf een tik van een stokje van de gravin krijgt met de woorden: 'Foei Fifi', is hij troosteloos. Fifi volgt altijd trouw zijn bazin. Door zijn grootte is een likje van Fifi te vergelijken met een dweil in je gezicht. Vooral Jommekes vader Theofiel is hier vaak het slachtoffer van. Zijn gestalte zorgt er ook voor dat hij schurken vaak de stuipen op het lijf jaagt. Gezien hij een hond is, spreekt hij zoals de meeste dieren in de stripreeks nooit. In een van de albums blijkt Fifi nog drie broers te hebben. Zij stammen uit hetzelfde nest in Noorwegen, maar zijn broers hebben enkel dezelfde vorm. Ze hebben alle drie een andere kleur en zijn veel kleiner dan Fifi.

## Albums
Fifi komt voor in volgende albums : Diep in de put, Met Fifi op reis, De zeven snuifdozen, Het rode oog, ...